# Джарасандха
Джараса́ндха (санскр. जरासंध) — герой древнеиндийского эпоса «Махабхарата» и Пуран, великий и могущественный правитель Магадхи, сын ведийского царя Брихадратхи. Как правило выступает как негативный герой, в основном по причине своей вражды с кланом Ядавов.

## Рождение
Отец Джарасандхи Брихадратха был правителем Магадхи. Он был женат на двух прекрасных царевнах-близняшках из Каши. Брихадратха был славным царём и жил счастливо в роскоши и почёте, однако он был неспособен зачать детей. Огорчённый этим, Брихадратха удалился в лес, где начал прислуживать святому мудрецу по имени Чандакаушика. В конце концов риши сжалился над Брихадратхой и дал ему освящённый фрукт, наказав ему отправиться к себе во дворец и дать его своей жене (риши не знал, что у Брихадратхи было две жены), после чего та должна была забеременеть. Не желая оскорбить ни одну из своих жён, Брихадатха разрезал фрукт пополам, и дал каждой из жён по одной половинке. Вскоре жёны забеременели и родили ему по половине ребёнка. При виде двух безжизненных половинок тела младенца Брихадратха пришёл в ужас и приказал выбросить их в лес за городом. Ракшаси по имени Джара подобрала их и соединила две половины тела. Они тут же срослись и на свет появился младенец, начавший громко плакать. Не решившись убить младенца, демоница отдала его назад царю Брихадратхе, рассказав о случившемся. Отец тогда дал младенцу имя Джарасандха. В это время ко двору прибыл риши Чандакаушика. Он предсказал, что Джарасандха будет сильным и могущественным, и прославится как великий преданный Шивы.

## Жизнь
После того, как Джарасандха вырос и унаследовал престол от своего отца, он значительно расширил империю и стал могущественным правителем. Он одержал победу над многими соседними царями и был коронован императором Магадхи. Однако у Джарасандхи не было детей мужского пола, что причиняло ему большие беспокойства. Следуя совету своего близкого друга царя Банасуры, Джарасандха выдал своих двух дочерей (Ашти и Прапти) замуж за царевича Матхуры Камсу. Вскоре Джарасандха помог Камсе совершить в Матхуре государственный переворот, послав ему на помощь свою армию и поддержав его своими советами. В результате правитель Матхуры Уграсена оказался в тюрьме и на престол взошёл Камса.
После того, как Камса был убит Кришной, Джарасандха, став свидетелем горя своих овдовевших дочерей, возненавидел Кришну и поклялся во что бы то ни стало убить его. Джарасандха атаковал Матхуру 18 раз, доставив огромное беспокойство Уграсене, главнокомандующему армии Акруре, а также Кришне и Балараме. После восемнадцатой по счёту атаки Кришна убедил Уграсену и своего отца, царевича Васудеву, оставить земли Матхуры и основать новое царство в Двараке, подальше от Джарасандхи.

## Смерть
В «Сабхапарве» (второй книге «Махабхараты») говорится, что Джарасандха был самым могущественным царём своей эпохи и держал многих других правителей в плену. Когда Юдхиштхира намеревался совершить жертвоприношение раджасуя, могущество Джарасандхи стало препятствием для него. Тогда Кришна в сопровождении Бхимы и Арджуны отправился в столицу Джарасандхи с намерением убить его. Джарасандха принял вызов и в течение 13 дней и ночей сражался с Бхимой. На четырнадцатые сутки Бхима смог одержать верх и убил противника голыми руками (Джарасандха мог быть убит только таким способом). После смерти Джарасандхи 86 находившихся у него в плену царей были отпущены на свободу и стали вассалами Юдхиштхиры. Сына убитого Джарасандхи по имени Сахадева Кришна назначил правителем Магадхи.